# Andrew Lauer

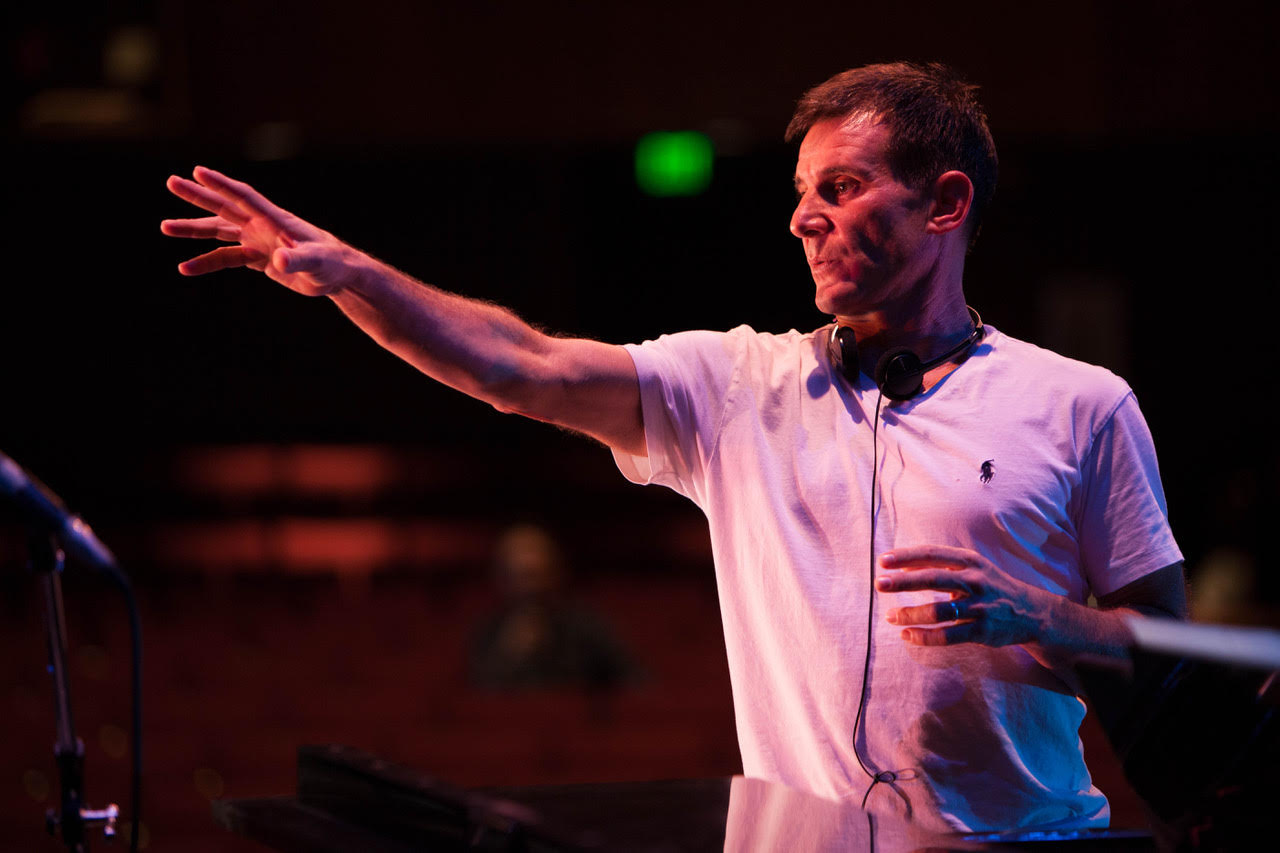
Andrew Lauer im Jahr 2025 bei den Dreharbeiten zu The Tehuacan Project

Andrew „Andy“ Lauer (* 19. Juni 1965 in Santa Monica, Kalifornien) ist ein US-amerikanischer Schauspieler, Filmregisseur und Filmproduzent.

## Leben
Lauer hatte 1984 sein Spielfilmdebüt als Statist in der auf der Geschichte von Mick Jagger basierenden Filmkomödie Blame It on the Night. 1988 spielte er neben Peter Berg und Claudia Christian eine der Hauptrollen in der Komödie Das Highway-Trio. In der Folge hatte er Gastauftritte den Fernsehserien Ein Engel auf Erden und 21 Jump Street – Tatort Klassenzimmer sowie kleinen Rollen in Oliver Stones Geboren am 4. Juli und  The Doors. Zudem hatte er in der ersten Staffel der Sitcom Grand die Rolle des Officer Wayne Kasmurski an der Seite von Bonnie Hunt und Michael McKean.
1995 spielte er neben Peter Weller in dem auf der Kurzgeschichte von Philip K. Dick basierenden Science-Fiction-Film Screamers – Tödliche Schreie; im selben Jahr erhielt er die Rolle des Charlie in der Sitcom Caroline in the City, die er bis 1999 in 74 Episoden spielte. 2000 trat er in der Filmkomödie Ein Herz und eine Kanone an der Seite von Liam Neeson und Oliver Platt auf, danach trat er vermehrt in Direct-to-Video und Fernsehfilmen auf.
Seit den 2000er-Jahren ist Lauer selbst als Regisseur und Filmproduzent tätig. Er inszenierte unter anderem den Horrorfilm Intermedio (2005) mit Edward Furlong sowie den Abenteuerfilm I Was a 7th Grade Dragon Slayer (2010) mit Lea Thompson. 2007 war er Regisseur des Kurzfilms The Tehuacan Project mit Adrien Brody in der Hauptrolle. 2010 arbeitete er als Drehbuchautor, Regisseur und Produzent am Dokumentarfilm The Hill Chris Climbed: The Gridiron Heroes Story über Chris Canales, der sich bei einer  American-Football-Begegnung an der High School eine Querschnittlähmung zuzog.

## Filmografie (Auswahl)
Als Schauspieler
- 1984: Blame It On the Night
- 1988: Das Highway-Trio (Never on Tuesday)
- 1989: Geboren am 4. Juli (Born on the Fourth of July)
- 1989: Ein Engel auf Erden (Highway to Heaven; Fernsehserie, 1 Folge)
- 1989: 21 Jump Street – Tatort Klassenzimmer (21 Jump Street; Fernsehserie, 2 Folgen)
- 1990: Grand (Fernsehserie, 13 Folgen)
- 1990: The Doors
- 1991: Armadillo Bears – Ein total chaotischer Haufen (Necessary Roughness)
- 1991: For the Boys – Tage des Ruhms, Tage der Liebe (For the Boys)
- 1992–1993: Tropical Doctors (Fernsehserie, 17 Folgen)
- 1993: Matlock (Fernsehserie, 1 Folge)
- 1994: Mord ist ihr Hobby (Murder, She Wrote; Fernsehserie, 1 Folge)
- 1995: Screamers – Tödliche Schreie (Screamers)
- 1995–1999: Caroline in the City (Fernsehserie, 74 Folgen)
- 1998: Eine wüste Bescherung (I'll Be Home for Christmas)
- 2000: Ein Herz und eine Kanone (Gun Shy)
- 2003: Liebe zum Dessert (Just Desserts, Fernsehfilm)
- 2005: The Beast of Bray Road
- 2005: König einer vergessenen Welt (King of the Lost World)
- 2013: Iron Man 3
- 2017: DRIB
- 2021: Swim – Schwimm um dein Leben! (Swim)

Als Regisseur
- 2005: Intermedio
- 2007: The Tehuacan Project (Kurzfilm)
- 2010: I Was a 7th Grade Dragon Slayer
- 2011: The Hill Chris Climbed: The Gridiron Heroes Story (Dokumentarfilm)
- 2014: The One I Wrote for You